# Ferdinand Christian Gustav Arnold
Ferdinand Christian Gustav Arnold (Ansbach, Baviera, 1829 - Munique, 1901) foi um advogado, botânico e liquenólogo alemão.

## Biografia
Estudou jurisprudência em Munique e em Heidelberg, trabalhando como advogado,  de 1857 a 1877 em Eichstätt; e de 1877 a 1896 em Munique. 
Foi um devoto em seus tempos livres da florística e da taxonomia vegetal e dos fungos. 
Foi estudante de F.P. von Martius e de O. Sendtner, com especial dedicação ao estudo das vasculares, focalizando-se mais tarde nas briofitas é nos líquens. Sua monografia sobre os liquens do Tirol, Lichenologische Ausflüge in Tirol, é ainda a maior fonte de informação da flora alpina liquenológica.
Em 1878, F. Arnold é honrado com um doutorado honorífico da Universidade de Munique, sendo um dos membros fundadores da  Bayerische Botanische Gesellschaft. 
Publicou 140 trabalhos. 
Arnold foi um prolífico editor de exsicatas de líquens; em cinco séries publicou três mil unidades de exsiccatas. Mais tarde, concede muitas de suas preciosas coleções a outras  exsicatas:  briofitas para Rabenhorst, Bryoth. Eur. e Winter, Rabenhorstii Bryoth. Eur., fungos para Rehm; Ascomyc. e plantas vasculares para Schultz, Herb. Norm. & Schultz, Herb. Norm. Nov. Ser. 
Em 1901, falece em Munique. Seu herbário de 120.000 espécimens de líquens e  30.000 de vasculares e de  grupos de fungos encontram-se na Botanische Staatssammlung München. Mais de  1.000 espécimens de fungos liquenícolos coletados por F. Arnold estão disponíveis na internet.

## Principais publicações
- (1869). Lichenologische Ausflüge in Tirol. IV. Der Schlern. Verhandlungen der Zoologisch-Botanischen Gesellschaft zu Wien 19: 605–610.
- (1870). Lichenologische Fragmente. X. Flora 53: 465–469.
- (1871). Lichenologische Fragmente. XI. Flora 54: 49–50.
- (1876). Lichenologische Ausflüge in Tirol. XV. Gurgl. Verhandlungen der Zoologisch-Botanischen Gesellschaft zu Wien 26: 353–371.
- (1879). Lichenologische Ausflüge in Tirol: XX. Predazzo. Verhandlungen der Zoologisch-Botanischen Gesellschaft zu Wien 29: 351–356.
- (1880). Lichenologische Ausflüge in Tirol. XXI. Berichtigungen und Nachträge. B. Verzeichnis der Tiroler Lichenen. Verhandlungen der Zoologisch-Botanischen Gesellschaft zu Wien 30: 95–117.
- (1881). Lichenes Britannici exsiccati, herausgegeben von Leighton. Flora 44: 435–661.
- (1881). Lichenologische Fragmente. XXIV [concl.]. Flora 64: 193–196.
- (1884). Die Lichenen des Fränkischen Jura [cont.]. Flora 67: 403–416.
- (1885). Die Lichenen des Fränkischen Jura [cont.]. Flora 68: 49–55.
- (1885). Die Lichenen des Fränkischen Jura [cont.]. Flora 68: 143–158.
- (1885). Die Lichenen des Fränkischen Jura [cont.]. Flora 68: 211–246.
- (1887). Lichenologische Ausflüge in Tirol. XXIII. Predazzo und Paneveggio. Verhandlungen der Zoologisch-Botanischen Gesellschaft zu Wien 37: 81–98.
- (1896). Lichenologische Ausflüge in Tirol. XXVII. Galtür. Verhandlungen der Zoologisch-Botanischen Gesellschaft zu Wien 46: 105–107.

## Homenagens
O pequeno periódico Arnoldia, iniciado em novembro de 1991, foi nomeado em sua honra.